# 三七

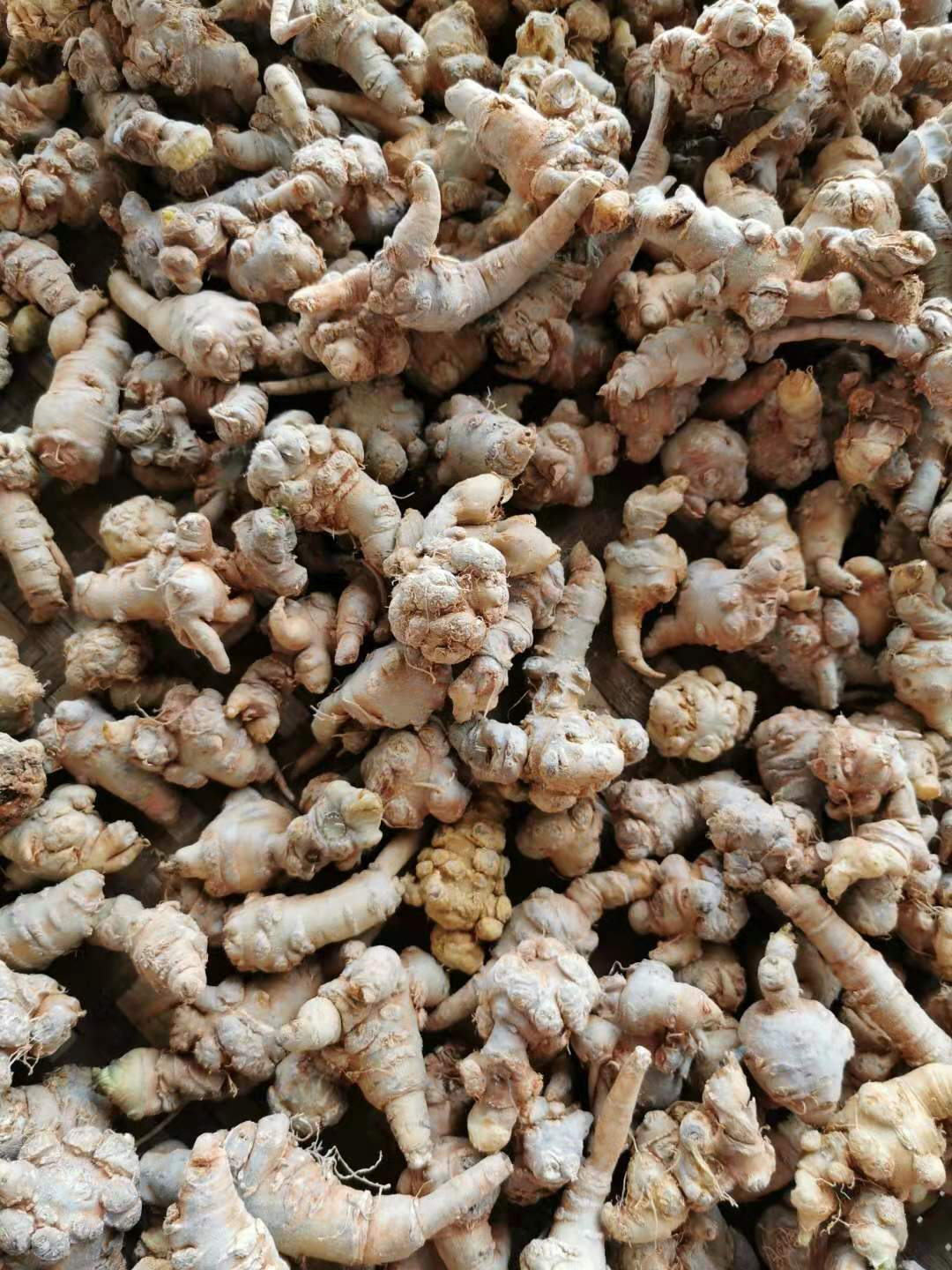
根，藥用部分。昆明東川區，中國雲南。

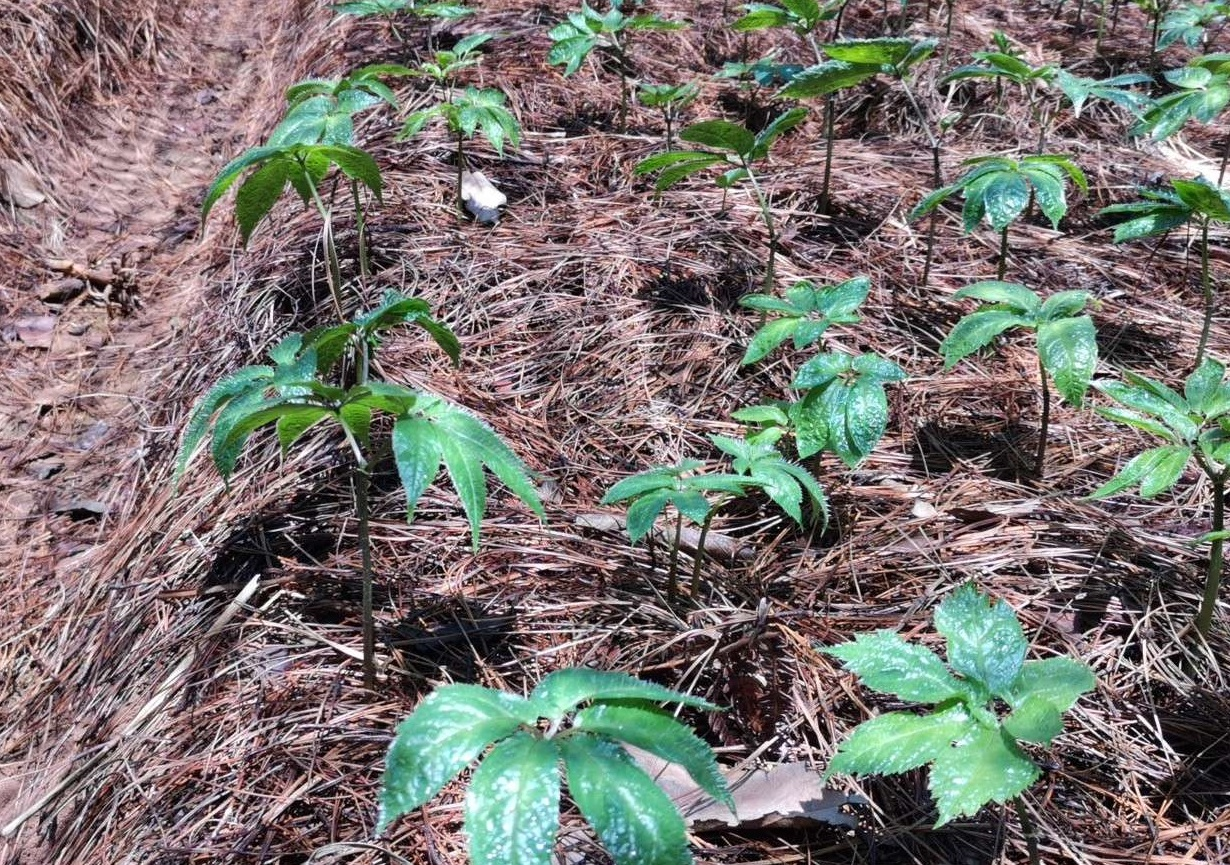
大棚中种植的三七，中国云南省文山州。

三七（学名：Panax notoginseng）又稱三七草、三七仔、參漆草、蔘三七、田七、土三七、血山草、六月淋、蠍子草、山漆、田漆，为五加科人参属的物种，是雲南白藥的主要成分。主產地在中國的雲南文山及廣西深山中。三七的三條枝上各生七片葉，因而得名；也有人說，它在種植後，三至七年收穫而得名。

## 形态
多年生草本，有横卧纺锤形肉質根，根状茎短或长。掌状复叶3～6枚轮生茎端，小叶3～7枚。幹心長出一簇扁球形紅色果實。初夏开淡黄绿色小花，伞形花序单个顶生。

### 根部
主根呈类圆锥形或圆柱形，长1～6cm，直径1～4cm。表面灰褐色或灰黄色，有断续的纵皱纹和支根痕。顶端有茎痕，周围有瘤状突起。体重，质坚实，断面黃绿色、灰绿色或灰白色，木部微呈放射状排列。气微，味苦回甜。

## 藥用

### 性味与功效

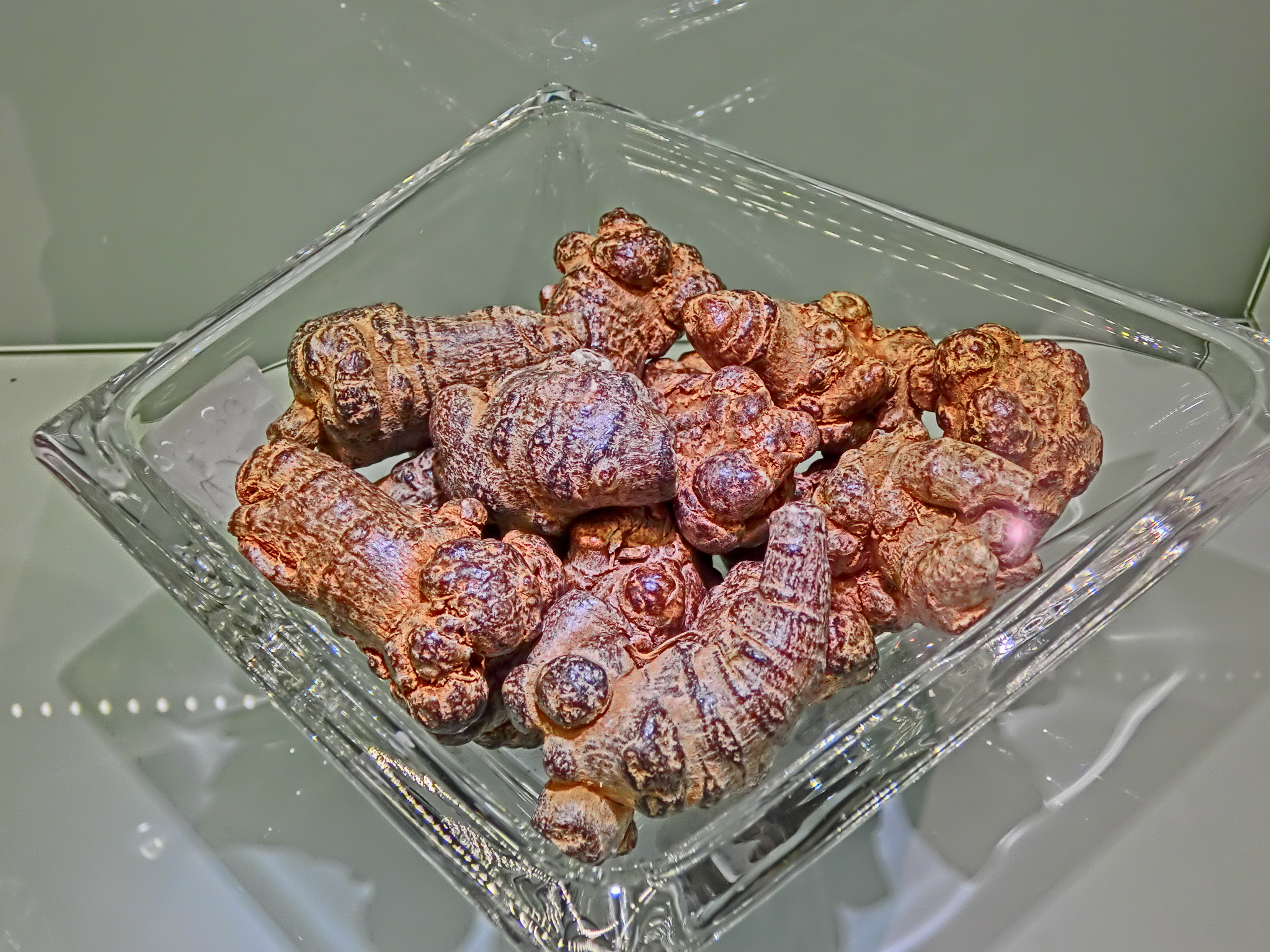
中藥田七（根部）

性溫，味甘微苦，入肝、胃、大腸經。田七的功用，原來可用「散瘀、止血、定痛」六個字來概括，所以，歷來都是以三七作為傷科金瘡要藥。三七與亞洲人蔘（Panax ginseng）同為人蔘屬（Panax）。

### 主治疾病
用于咯血，便血，衄血，嘔血，崩漏，外伤出血，胸腹刺痛，跌扑肿痛。

### 有效成分
三七中含有多種達瑪烷型四環五帖皂苷的活性成分，即人蔘皂苷。主要為人蔘皂苷 Rb1、Rb2、Rb3、Rc、Re、Rf、Rg1、Rg2、Rh1和三七皂苷 R1、R2、R3、R4、R5、R6、R7、O1、P2、Q3、S4、T5，絞股蘭苷–RVII。
三七含總皂苷約12％，其中主要有效即活性成分為人蔘皂苷 Rb1、Rg1、Rd、Re、Rc、R1，Rb1、Rg1在三七總皂苷比在人蔘總皂苷高出很多，其中的Rg1可達8倍之多，但Rc的含量較人蔘低 ；三七總皂苷水解後，主要得人蔘三醇Rg1，再次為人蔘二醇Rb1（三七的Rb1含量比韓國蔘（Panax ginseng）和西洋蔘（Panax quinquefolius）為高)，檢出微量齊墩果酸Ro(oleanolic acid)和未檢出楤木皂苷（Chikusetsusaponin III, IV, IVa）。
三七的皂苷可以粗略地分成基于原人参二醇骨架的和基于原人参三醇骨架的。地下部分后者多，地上部分前者多。三醇包括Rg1，有抗凝血作用。二醇Rb1反之有促凝作用。通过柱层析可以分离二醇和三醇皂苷，也可以通过热加工促进Rb1水解。
三七传统上只以主根入药，但剪口（根茎、芦头）、病根、绒根、筋条（支根）也都有不错的皂苷含量。三七的花、果实、叶也都含有皂苷，其中花的皂苷含量尤其高，达13%。民间以花泡茶。
三七也包括多种非皂苷成分，有氨基酸和蛋白质、多糖、黄酮类、炔/醇类、挥发油和微量矿物元素。其中三七素（dencichine）是一种非蛋白胺基酸，有止血作用。三七素也存在于其他人参属植物的根中，但三七中最多。三七的蛋白质、多糖、炔/醇类（以人参炔醇为主）、挥发油也有发现一定药理活性，黄酮类则研究较少。

### 用法用量
三七的臨床建議劑量為5-10公克。也可磨成粉末，直接吞服或用水調和服用，劑量為1-3公克。

### 炮制方法
采自中国药典
1. 三七：取原药材，除去杂质，用时捣碎。
2. 三七粉：取三七，洗净，干燥，碾细粉。
3. 熟三七：取净三七打碎，分开大小块，用食用油炸至表面棕黄色，取出，沥出油，研细粉。
4. 三七片：取三七，洗净，蒸透，取出，及时切片，干燥。

现已知蒸制会导致人参皂苷水解，在实验动物和细胞模型中会增强药力。

### 副作用
一本叫中藥材的雜誌中發表，二類基本副作用為：（1）二例因服藥片時沒有喝足夠的水引起的刺激和嘔吐酸水；（2）十九例過敏反應，包括皮膚炎，紫斑，休克，水泡或其他個人特質反應。但該雜誌沒說明所稱藥品中原材料的品種。

## 外部連結
- 三七 Sanqi（页面存档备份，存于） 藥用植物圖像數據庫 (香港浸會大學中醫藥學院) （中文）（英文）
- 三七 中藥材圖像數據庫  (香港浸會大學中醫藥學院) （中文）（英文）
- 三七 San Qi（页面存档备份，存于） 中藥標本數據庫 (香港浸會大學中醫藥學院) （繁體中文）（英文）
- 三七皂苷R1 Notoginsenoside R1（页面存档备份，存于） 中草藥化學圖像數據庫 (香港浸會大學中醫藥學院) （中文）（英文）
- 人參皂苷Re Ginsenoside Re（页面存档备份，存于） 中草藥化學圖像數據庫 (香港浸會大學中醫藥學院) （中文）（英文）
- 人參皂苷Rb1 Ginsenoside Rb1（页面存档备份，存于） 中草藥化學圖像數據庫 (香港浸會大學中醫藥學院) （中文）（英文）
- 人參皂苷Rb3 Ginsenoside Rb3（页面存档备份，存于） 中草藥化學圖像數據庫 (香港浸會大學中醫藥學院) （中文）（英文）
- 人參皂苷Rh2 Ginsenoside Rh2（页面存档备份，存于） 中草藥化學圖像數據庫 (香港浸會大學中醫藥學院) （中文）（英文）
- 人參皂苷Rg1 Ginsenoside Rg1（页面存档备份，存于） 中草藥化學圖像數據庫 (香港浸會大學中醫藥學院) （中文）（英文）

## 延伸阅读
[在维基数据编辑]
 《欽定古今圖書集成·博物彙編·草木典·三七部》，出自陈梦雷《古今圖書集成》
 《植物名實圖考·三七》，出自吳其濬《植物名實圖考》